# Рафаел Форстер
Рафаел Форстер (порт.-браз. Rafael Forster; 23 липня 1990, Сан-Жозе, Бразилія) — бразильський футболіст, захисник клубу «Ботафого». На умовах оренди грає за «Жувентуде».

## Клубна кар'єра

### Початок кар'єри
Вихованець «Інтернасьйонала», проте до основної команди не пробився і змушений був грати за нижчолігові бразильські клуби «Аудакс Сан-Паулу», «Аудакс Ріо» та «Греміо Бразіл».
У квітні 2015 року став гравцем «Гояса», з яким і дебютував у бразильській Серії А.

### «Зоря»
20 січня 2016 року уклав дворічну угоду з луганською «Зорею». Дебютував у 17 турі чемпіонату в матчі проти «Олімпіка». У наступному матчі віддав гольовий пас на Олександра Караваєва у ворота «Чорноморця». Зіграв у фіналі Кубка України проти «Шахтаря». Там він отримав жовту картку на 12 хвилині. Усього Рафаел провів 990 хвилин у грі й отримав 4 жовтих картки.
Дебютував у Лізі Європи в матчі проти «Фенербахче».

### «Лудогорець»
У кінці серпня 2017 року став гравцем болгарського «Лудогорця».

## Збірна
2007 року у складі юнацької збірної Бразилії до 17 років став переможцем юнацького чемпіонату Південної Америки, а також взяв участь у юнацькому чемпіонаті світу.

## Характеристика
Завдяки дуже гарній лівій нозі, може зіграти на позиції лівого захисника, і навіть на місці лівого нападника. Однак довгий час виступав на позиції центрального захисника, і саме в цьому амплуа звернув на себе увагу головного тренера «Зорі» Юрія Вернидуба.
Має німецьке коріння. Його дідусь свого часу виїхав з Німеччини до Бразилії. А батьки вже, як і сам гравець, народилися в Бразилії.

## Титули і досягнення
- Чемпіон Болгарії (3):

«Лудогорець»: 2017-18, 2018-19, 2019-20
- Володар Суперкубка Болгарії (2):

«Лудогорець»: 2018, 2019
- Чемпіон Південної Америки (U-15): 2005
- Чемпіон Південної Америки (U-17): 2007